# Papirus 44
Papirus 44 (według numeracji Gregory-Aland), oznaczany symbolem {\displaystyle {\mathfrak {P}}^{44}} – grecki rękopis Nowego Testamentu, spisany w formie kodeksu na papirusie. Paleograficznie datowany jest na VI albo VII wiek. Zawiera fragmenty Ewangelii Mateusza oraz Ewangelii Jana.

## Opis
Zachowały się jedynie fragmenty kodeksu z tekstem Ewangelii Mateusza 17,1-3.6-7; 18,15-17.19; 25,8-10;  Ewangelii Jana 9,3-4; 10,8-14; 12,16-18.

## Tekst
Tekst grecki rękopisu reprezentuje tekst aleksandryjski, Kurt Aland zaklasyfikował go do kategorii II.

## Historia
Tekst rękopisu opublikowany został w 1926 roku, następnie przez Schofielda. Ernst von Dobschütz umieścił go na liście rękopisów Nowego Testamentu, w grupie papirusów, dając mu numer 44.
Rękopis datowany jest przez INTF na wiek VI albo VII.
Obecnie przechowywany jest w Metropolitan Museum of Art (Inv. 14. 1. 527) w Nowym Jorku.